# Les Robinsons de l'amour
 (juillet 2020).
Pour plus de détails, voir Fiche technique et Distribution.
Les Robinsons de l'amour (Touché and Go en anglais) est un cartoon américain Merrie Melodies de 1957 réalisé par Chuck Jones mettant en scène Pépé le putois. 